# 'Ala' al-Dins torn

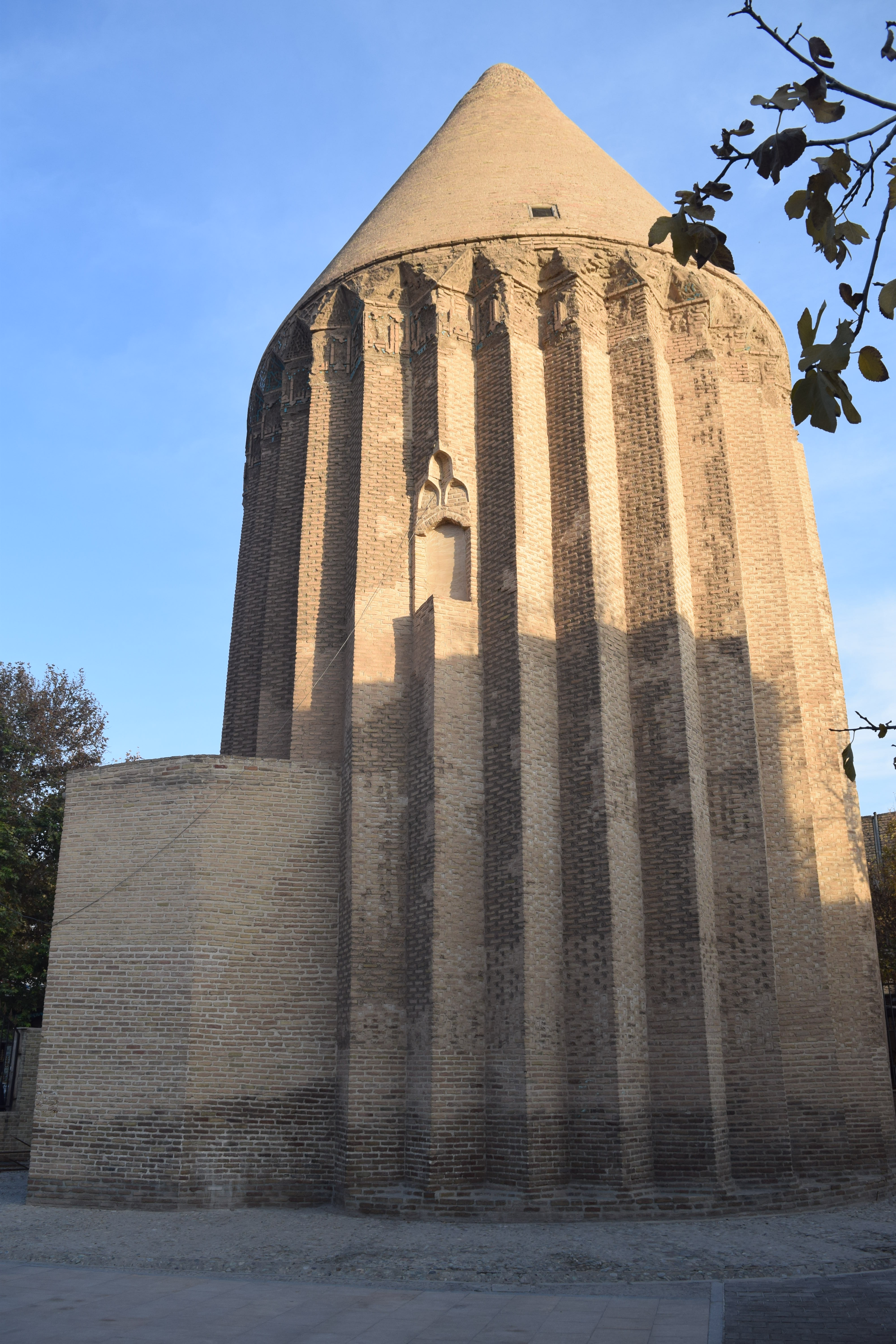
'Ala' al-Dins torn och mausoleum.

'Ala' al-Dins torn (persiska: برج علاءالدین) är beläget i staden Varamin i provinsen Teheran i Iran. Detta torn dateras till seldjukernas tid och är Hasan 'Ala' al-Dawlahs (Reys guvernör på sin tid) mausoleum.